# Чемпіонат Європи з боротьби 2019
Чемпіонат Європи з боротьби 2019 проходив  з 8 по 14 квітня в місті Бухарест, Румунія.

## Розподіл нагород

### Загальний медальний залік
| Місце | Країна             | Золото | Срібло | Бронза | Загалом |
| ----- | ------------------ | ------ | ------ | ------ | ------- |
| 1     | Туреччина          | 4      | 1      | 6      | 11      |
| 2     | Азербайджан        | 3      | 1      | 3      | 7       |
| 3     | Україна            | 3      | 0      | 2      | 5       |
| 4     | Росія              | 2      | 3      | 4      | 9       |
| 5     | Болгарія           | 1      | 2      | 0      | 3       |
| 6     | Італія             | 1      | 0      | 0      | 1       |
| 7     | Вірменія           | 1      | 0      | 0      | 1       |
| 8     | Грузія             | 0      | 2      | 4      | 6       |
| 9     | Білорусь           | 0      | 1      | 2      | 3       |
| 10    | Польща             | 0      | 1      | 1      | 2       |
| 11    | Молдова            | 0      | 1      | 0      | 1       |
| 12    | Франція            | 0      | 1      | 0      | 1       |
| 13    | Чехія              | 0      | 1      | 0      | 1       |
| 14    | Австрія            | 0      | 1      | 0      | 1       |
| 15    | Угорщина           | 0      | 0      | 1      | 1       |
| 16    | Швейцарія          | 0      | 0      | 1      | 1       |
| 17    | Північна Македонія | 0      | 0      | 1      | 1       |
| 18    | Румунія            | 0      | 0      | 1      | 1       |
| 19    | Латвія             | 0      | 0      | 1      | 1       |
| 20    | Швеція             | 0      | 0      | 1      | 1       |
| 21    | Угорщина           | 0      | 0      | 1      | 1       |
| 22    | Німеччина          | 0      | 0      | 1      | 1       |
| Итого | Итого              | 30     | 30     | 60     | 120     |

### Рейтинг команд
| Місце | Чоловіки, вільний стиль | Чоловіки, вільний стиль | Жінки, вільний стиль | Жінки, вільний стиль | Чоловіки, греко-римська | Чоловіки, греко-римська |
| Місце | Країна                  | Очки                    | Країна               | Очки                 | Країна                  | Очки                    |
| ----- | ----------------------- | ----------------------- | -------------------- | -------------------- | ----------------------- | ----------------------- |
| 1     | Росія                   | 162                     | Росія                | 192                  | Україна                 | 135                     |
| 2     | Туреччина               | 156                     | Туреччина            | 132                  | Болгарія                | 110                     |
| 3     | Азербайджан             | 145                     | Азербайджан          | 76                   | Туреччина               | 78                      |
| 4     | Грузія                  | 104                     | Німеччина            | 72                   | Азербайджан             | 71                      |
| 5     | Україна                 | 80                      | Грузія               | 71                   | Угорщина                | 67                      |
| 6     | Білорусь                | 65                      | Україна              | 62                   | Росія                   | 59                      |
| 7     | Польща                  | 55                      | Румунія              | 61                   | Білорусь                | 50                      |
| 8     | Молдова                 | 52                      | Вірменія             | 60                   | Італія                  | 36                      |
| 9     | Румунія                 | 52                      | Болгарія             | 51                   | Швеція                  | 35                      |
| 10    | Вірменія                | 37                      | Польща               | 48                   | Румунія                 | 35                      |

### Чоловіки, вільний стиль
| Дисципліна | Золото                    | Срібло                       | Бронза                           |
| ---------- | ------------------------- | ---------------------------- | -------------------------------- |
| 57 кг      | Сулейман Атлі (TUR)       | Муслім Садулаєв (RUS)        | Махір Амірасланов (AZE)          |
| 57 кг      | Сулейман Атлі (TUR)       | Муслім Садулаєв (RUS)        | Володимир Єгоров (MKD)           |
| 61 кг      | Арсен Арутюнян (ARM)      | Бека Ломтадзе (GEO)          | Ренді Вок (SUI)                  |
| 61 кг      | Арсен Арутюнян (ARM)      | Бека Ломтадзе (GEO)          | Реджеп Топал (TUR)               |
| 65 кг      | Гаджі Алієв (AZE)         | Селахаттін Кілічсаллян (TUR) | Начин Куулар (RUS)               |
| 65 кг      | Гаджі Алієв (AZE)         | Селахаттін Кілічсаллян (TUR) | Василь Шуптар (UKR)              |
| 70 кг      | Мустафа Кая (TUR)         | Агахусейн Мустафаєв (AZE)    | Магомедмурад Гаджієв (POL)       |
| 70 кг      | Мустафа Кая (TUR)         | Агахусейн Мустафаєв (AZE)    | Магомедрасул Газімагомедов (RUS) |
| 74 кг      | Франк Чамісо (ITA)        | Зелімхан Хаджієв (FRA)       | Тимур Біжоєв (RUS)               |
| 74 кг      | Франк Чамісо (ITA)        | Зелімхан Хаджієв (FRA)       | Автанділ Кенчадзе (GEO)          |
| 79 кг      | Джабраїл Гасанов (AZE)    | Ахмед Гаджімагомедов (RUS)   | Ніко Кенчадзе (GEO)              |
| 79 кг      | Джабраїл Гасанов (AZE)    | Ахмед Гаджімагомедов (RUS)   | Мухаммед Нурі Котаноглу (TUR)    |
| 86 кг      | Владислав Валієв (RUS)    | Петро Янулов (MDA)           | Фатіх Ердін (TUR)                |
| 86 кг      | Владислав Валієв (RUS)    | Петро Янулов (MDA)           | Алі Шабанов (BLR)                |
| 92 кг      | Шаріф Шаріфов (AZE)       | Збігнєв Барановський (POL)   | Іраклій Мцитурі (GEO)            |
| 92 кг      | Шаріф Шаріфов (AZE)       | Збігнєв Барановський (POL)   | Іштван Вереб (HUN)               |
| 97 кг      | Абдулрашид Садулаєв (RUS) | Олександр Гуштин (BLR)       | Елізбар Одікадзе (GEO)           |
| 97 кг      | Абдулрашид Садулаєв (RUS) | Олександр Гуштин (BLR)       | Нурмагомед Гаджієв (AZE)         |
| 125 кг     | Таха Акгюль (TUR)         | Гено Петріашвілі (GEO)       | Анзор Хізрієв (RUS)              |
| 125 кг     | Таха Акгюль (TUR)         | Гено Петріашвілі (GEO)       | Олександр Хоцянівський (UKR)     |

### Чоловіки, греко-римська
| Дисципліна | Золото                  | Срібло                 | Бронза                      |
| ---------- | ----------------------- | ---------------------- | --------------------------- |
| 55 кг      | Віталій Кабалоєв (RUS)  | Флорін Тіца (ROU)      | Фабіан Шмітт (GER)          |
| 55 кг      | Віталій Кабалоєв (RUS)  | Флорін Тіца (ROU)      | Ельденіз Азізлі (AZE)       |
| 60 кг      | Віктор Чобану (MDA)     | Сергій Ємелін (RUS)    | Ленур Теміров (UKR)         |
| 60 кг      | Віктор Чобану (MDA)     | Сергій Ємелін (RUS)    | Керем Камаль (TUR)          |
| 63 кг      | Степан Марянян (RUS)    | Стіг Андре Берге (NOR) | Левані Кавярадзе (GEO)      |
| 63 кг      | Степан Марянян (RUS)    | Стіг Андре Берге (NOR) | Талех Мамедов (AZE)         |
| 67 кг      | Атакан Юксель (TUR)     | Геворг Саакян (POL)    | Артем Сурков (RUS)          |
| 67 кг      | Атакан Юксель (TUR)     | Геворг Саакян (POL)    | Карен Асланян (ARM)         |
| 72 кг      | Абуязид Манцигов (RUS)  | Дженгіз Арслан (TUR)   | Домінік Етлінгер (HRV)      |
| 72 кг      | Абуязид Манцигов (RUS)  | Дженгіз Арслан (TUR)   | Аїк Мнацаканян (BUL)        |
| 77 кг      | Роман Власов (RUS)      | Роланд Шварц (GER)     | Віктор Немеш (SRB)          |
| 77 кг      | Роман Власов (RUS)      | Роланд Шварц (GER)     | Арсен Джулфалакян (ARM)     |
| 82 кг      | Райбек Бісултанов (DEN) | Лаша Гобадзе (GEO)     | Олександр Комаров (RUS)     |
| 82 кг      | Райбек Бісултанов (DEN) | Лаша Гобадзе (GEO)     | Емрах Куш (TUR)             |
| 87 кг      | Жан Беленюк (UKR)       | Іслам Аббасов (AZE)    | Ерік Сілваші (HUN)          |
| 87 кг      | Жан Беленюк (UKR)       | Іслам Аббасов (AZE)    | Деніс Кудла (GER)           |
| 97 кг      | Муса Євлоєв (RUS)       | Кіріл Мілов (BUL)      | Матті Куосманен (FIN)       |
| 97 кг      | Муса Євлоєв (RUS)       | Кіріл Мілов (BUL)      | Дайгоро Тімончіні (ITA)     |
| 130 кг     | Риза Каяалп (TUR)       | Якоб Каджая (GEO)      | Сергій Семенов (RUS)        |
| 130 кг     | Риза Каяалп (TUR)       | Якоб Каджая (GEO)      | Алін Алексус-Чіураріу (ROU) |

### Жінки, вільний стиль
| Дисципліна | Золото                | Срібло                  | Бронза                     |
| ---------- | --------------------- | ----------------------- | -------------------------- |
| 50 кг      | Оксана Лівач (UKR)    | Міглена Селішка (BUL)   | Евін Демірхан (TUR)        |
| 50 кг      | Оксана Лівач (UKR)    | Міглена Селішка (BUL)   | Ксенія Станкевич (BLR)     |
| 53 кг      | Стальвіра Оршуш (RUS) | Лілія Горішна (UKR)     | Джессіка Блажка (NED)      |
| 53 кг      | Стальвіра Оршуш (RUS) | Лілія Горішна (UKR)     | Ванесса Колодинська (BLR)  |
| 55 кг      | Ірина Гусяк (UKR)     | Евеліна Ніколова (BUL)  | Бедіха Гюн (TUR)           |
| 55 кг      | Ірина Гусяк (UKR)     | Евеліна Ніколова (BUL)  | Андреа Беатріс Ана (ROU)   |
| 57 кг      | Емеше Барка (HUN)     | Тетяна Кіт (UKR)        | Альона Колесник (AZE)      |
| 57 кг      | Емеше Барка (HUN)     | Тетяна Кіт (UKR)        | Анастасія Нікіта (MDA)     |
| 59 кг      | Біляна Дудова (BUL)   | Світлана Ліпатова (RUS) | Ельміра Гамбарова (AZE)    |
| 59 кг      | Біляна Дудова (BUL)   | Світлана Ліпатова (RUS) | Еліф Жалі Ешильирмак (TUR) |
| 62 кг      | Тайбе Юсейн (BUL)     | Аурора Кампанья (ITA)   | Тетяна Омельченко (AZE)    |
| 62 кг      | Тайбе Юсейн (BUL)     | Аурора Кампанья (ITA)   | Маріанна Шаштін (HUN)      |
| 65 кг      | Еліс Манолова (AZE)   | Кріста Інце (ROU)       | Марія Кузнецова (RUS)      |
| 65 кг      | Еліс Манолова (AZE)   | Кріста Інце (ROU)       | Петра Оллі (FIN)           |
| 68 кг      | Алла Черкасова (UKR)  | Аделя Ганжлічкова (CZE) | Анастасія Григор'єва (LAT) |
| 68 кг      | Алла Черкасова (UKR)  | Аделя Ганжлічкова (CZE) | Єнні Франссон (SWE)        |
| 72 кг      | Аліна Бережна (UKR)   | Анна Шель (GER)         | Тетяна Морозова (RUS)      |
| 76 кг      | Ясемін Адар (TUR)     | Мартіна Кюнц (AUT)      | Жанетт Немет (HUN)         |
| 76 кг      | Ясемін Адар (TUR)     | Мартіна Кюнц (AUT)      | Аліне Фоккен (GER)         |